# 赤都松赞
赤都松赞（藏語：ཁྲི་འདུས་སྲོང་བཙན།，威利转写：Khri 'dus-srong btsan，THL：Tridu Songtsen，670年—704年），原名杜松芒波杰（藏語：འདུས་སྲོང་མང་པོ་རྗེ་，威利转写：ˈDul srong mang po rje，一译都松芒布结），按照藏族的传统说法，他是吐蕃王朝第35任赞普，676年至704年在位。
杜松芒波杰是芒松芒赞的儿子，为没庐妃赤玛类（藏語：འབྲོ་ཟ་ཁྲི་མ་ལོད།）所生。676年芒松芒赞逝世后继位。在位前期由噶尔氏家族专权，后来在698年铲除噶尔氏家族并亲政。
赤都松赞在汉文史料《新唐书·吐蕃传》、《册府元龟》及《资治通鉴》中皆作器弩悉弄，在《通典》中作乞梨弩悉笼。

## 生平

### 年幼即位，噶尔氏专权
根据敦煌出土藏文文献《赞普传记》记载，赤都松赞在年幼的时候便展现出了英勇和有胆略的一面，曾有刀砍野猪、掠取野牛、抓捏虎耳异行；后来深思熟虑且武艺精湛，因而得到臣民的拥护。杜松芒波杰继位之初，当时唐朝与吐蕃的战争十分激烈，噶尔·钦陵赞卓（藏語：མགར་ཁྲི་འཁྲིང་བཙན་བྲོད།，汉文文献称之为论钦陵）在唐朝的边境作战，而大相噶尔·赞悉若多布（藏語：མགར་བཙན་སྟ་ལྡོབ་བུ།，汉文文献称之为赞悉若）则联合西突厥攻打安西四镇（677年吐蕃再次攻占安西四镇）。执政的重臣皆带兵在外，吐蕃境内有贵族阴谋叛乱。677年象雄发生了热叶辛库布里布（藏語：རྱེཤིན་ཁུ་བུལ་བུ་）、觉仁祖果（藏語：ལྕོག་རིང་ཙུག་སྐོར་）的叛乱；678年热桑杰崩日叶（藏語：ར་སང་རྗེ་སྤུང་རྱེ་རྱུང་།）、库赤聂止松（藏語：ཁུ་ཁྲི་སྙ་དགྲུ་ཟུང་།）也举兵抗命。杜松芒波杰的母亲赤马类暂时管理了朝政，下令诏回赞悉若等人平叛，并停止了对唐朝的攻击。唐朝趁机派李敬玄、刘审礼率18万大军讨伐吐蕃。论钦陵率军防御于青海，击败并俘虏了刘审礼、王孝杰等将；李敬玄在黑齿常之的力战下逃脱。刘审礼等人都被拘禁于吐蕃，刘审礼本人更因伤重而死，但王孝杰却由于长相酷似芒松芒赞而被吐蕃人尊敬，并释放回国。
由于赞普杜松芒波杰在芒松芒赞逝世後才出生，且吐蕃发生一系列内乱，为了掩饰其失去領袖，
吐蕃隐瞒了芒松芒赞逝世的消息长达三年之久，直到679年，在完全解除了来自内部和外部的祸患之后，才遣使通告唐朝，并公开祭祀芒松芒赞的遗体。而唐军乘此机会派遣裴行俭，假借送波斯王子俾路斯回国即位的名义出兵西域，征服了西突厥，擒其可汗阿史那都支、李遮匐而归。

### 争夺西域
680年，吐蕃进攻河源军（今青海西宁市），为唐将黑齿常之所败。吐蕃在东线作战受挫，转而攻打东南，唐朝西南地区的战略要地岷江畔的安戎（今四川马尔康县东南）被吐蕃占领达60余年之久。今日云南西洱河（洱海一带）的六诏和诸蛮在这年投降了吐蕃，联盟对付唐朝。此时吐蕃东与唐朝的松州、茂州、巂州接壤，南到北天竺，西到安西四镇，北与突厥接壤，其国土纵横万里，成为一个十分庞大的帝国。
685年，专权的大相赞悉若与另一位重臣噶尔·芒辗达乍布（藏語：མགར་མང་ཉེན་སྟག་ཙབ།）发生严重对立，芒辗达乍布率兵攻杀赞悉若于孙波（苏毗）。论钦陵从东部返回，清除了芒辗达乍布一派势力，被杜松芒波杰任命为大相，掌握大权。同年，上尊号“赤都松赞”，意為「神變之王」。唐朝太后武则天趁机在西域设置昆陵、濛池两都护府。687年，论钦陵在安定了吐蕃内部之后，率军大举入侵西域，连陷数城，西域震恐。
689年，唐朝又派宰相韦待价统兵西征，但按兵不动，因此被诛杀。次年，党项首领曷苏叛投武周（690年武则天代唐称帝，改国号为“周”），被吐蕃追及杀死。武则天派熟知吐蕃情况的王孝杰出征西域。这使武周的战局大为转变，周军收复了安西四镇。随后王孝杰在694年击破吐蕃噶尔·赞辗恭顿（藏語：མགར་བཙན་ཉེན་གུང་སྟོན།，汉文文献称勃论赞刃）和西突厥可汗阿史那俀子部于冷泉，噶尔·达古日耸（藏語：མགར་སྟ་གུ་རི་ཟུམ།，汉文文献称悉多于）在逃亡中被粟特人俘虏。

### 铲除噶尔氏，夺取政权
论钦陵在与唐朝的战争中屡立战功，其威望越来越高；而噶尔氏家族执掌各地兵权，其威望甚至超过了赞普的王族。这使已经成年的赤都松赞对噶尔氏家族越来越不满，欲借故铲除之。695年赤都松赞趁勃论赞刃在西域战败之机下令诛杀了其弟弟勃论赞刃。但次年论钦陵和弟弟噶尔·政赞藏顿（藏語：མགར་འབྲིང་ཅན་ཅང་མྟོང།，汉文文献赞婆）大破王孝杰于素罗汗山（今洮州附近），虽使吐蕃与武周达成了暂时和解，却使赤都松赞对论钦陵的猜忌越来越重。于是在698年与大臣论岩合谋，托以狩猎之名前往论钦陵的驻地阿秦地区（藏語：འ་ཅི་，吐蕃人对吐谷浑故地的称呼），捕杀其党羽两千余人。论钦陵欲发兵抗命，但部将却忠于赞普，因此兵溃自杀身亡。

### 亲政和逝世
论钦陵死后，其子噶尔·莽布支（藏語：མགར་མང་བུ་རྗེ་，汉文文献称之为论弓仁）和其弟弟赞婆率部七千余帐投奔武周，被安置于凉州的洪源谷以防御吐蕃。
赤都松赞铲除彻底了噶尔氏势力之后，大相之位一度空缺，直到705年，才任命麹莽布支拉松（藏語：ཁུ་མང་པོ་རྗེ་ལྟ་ཟུང་།，汉文史料作曲莽布支）为大相。但由于缺乏良将的缘故，吐蕃数次进攻都失利，此后不得不转为同武周和解。703年，赤都松赞亲自攻打姜域（藏語：ལྗང་གི་ཡུལ，今云南一带）的六诏，克之。翌年，六诏叛乱，赤都松赞率军前往平定，在军中死去。
赤都松赞死后，吐蕃发生内乱。后来由其与綝妃贊蒙多（藏語：མཆིམས་བཟའ་བཙན་མོ་ཏོག）所生的儿子赤德祖赞继位。因年幼，祖母没庐氏赤玛类再度听政。在平定了内乱之后，吐蕃于706年公开祭祀赤都松赞的遗体，葬于芒松芒赞陵之左侧，称“拉日坚”陵（藏語：བང་སོ་ལྷ་རི་ཅན）。
吐蕃王朝崩溃后，吐蕃爆发了各种属民奴隶起义（藏語：འབངས་ཀྱི་ཁེང་ལོག་རྣམས་རིམ་བར་བྱང）。877年，赤都松赞的陵墓被奴隶军首领许布氏（藏語：ཤུད་པུ）挖掘。